# Tom Kite
Tom Oliver Kite Jr (McKinney, 9 december 1949) is een Amerikaanse golfprofessional. Kite heeft 175 weken in de top-10 van de Official World Golf Ranking gestaan tussen 1989 en 1994.

## Amateur
Kite begon met golf op 6-jarige leeftijd en won vijf jaar later zijn eerste toernooi. Hij studeerde aan de Universiteit van Texas. 

### Gewonnen
- 1972: NCAA Kampioenschap (individueel, tie met Ben Crenshaw)

### Teams
- Walker Cup: 1971
- Eisenhower Trophy: 1970 (winnaars)

## Professional
Kite werd in 1972 professional en werd de Rookie of the Year in 1973. Hij was een perfectionist. Hij was de eerste speler die een derde wedge in zijn tas stak. Hij was ook een van de eerste spelers die een sportpsycholoog gebruikte en die geloofde in het nut van een goede lichamelijke conditie. Hij was tientallen jaren herkenbaar aan zijn grote bril, en daardoor onherkenbaar sinds hij in 1998 zijn ogen liet laseren. 
Hoewel Kite al op de Amerikaanse PGA Tour speelde, kwam hij ook voor een enkel toernooi naar Europa. In 1980 won hij de derde editie van het European Open. In Amerika won hij 19 toernooien, inclusief het US Open op Pebble Beach in 1992. Hij speelde zeven keer in de Ryder Cup, waarna hij in 1997 als captain meeging. 
Kite speelt op de Champions Tour. In zijn eerste jaar won hij er meteen een Major. Er volgden nog acht overwinningen.
In 2012 schreef hij weer een record op zijn naam: bij het US Senior Open speelde hij tijdens de eerste ronde de eerste negen holes in -7 (een eagle en vijf birdies), de laagste score ooit bij een toernooi van de USGA. Een dag later had hij voor dezelfde negen holes 11 slagen meer nodig.

### Gewonnen
Europese Tour
- 1980: European Open op Walton Heath
- 1996: Oki Pro-Am

PGA Tour
| Jaar | Toernooi                             | Score | Score | Info                                                          |
| ---- | ------------------------------------ | ----- | ----- | ------------------------------------------------------------- |
| 1976 | IVB-Bicentennial Golf Classic        | 277   | -6    | Play-off gewonnen van Terry Diehl                             |
| 1978 | B.C. Open                            | 267   | -17   |                                                               |
| 1981 | American Motors Inverrary Classic    | 274   | -14   |                                                               |
| 1982 | Bay Hill Classic                     | 278   | -6    | Play-off gewonnen van Jack Nicklaus en Denis Watson           |
| 1983 | Bing Crosby National Pro-Am          | 276   | -12   |                                                               |
| 1984 | Doral-Eastern Open                   | 272   | -16   |                                                               |
| 1984 | Georgia-Pacific Atlanta Golf Classic | 269   | -19   |                                                               |
| 1985 | MONY Tournament of Champions         | 264   | -16   |                                                               |
| 1986 | Western Open                         | 270   | -18   | Play-off gewonnen van Fred Couples, David Frost en Nick Price |
| 1987 | Kemper Open                          | 270   | -14   |                                                               |
| 1989 | Nestle Invitational                  | 278   | -6    | Play-off gewonnen van Davis Love III                          |
| 1989 | The Players Championship             | 279   | -9    |                                                               |
| 1989 | Nabisco Championship                 | 276   | -8    | Play-off gewonnen van Payne Stewart                           |
| 1990 | Federal Express St. Jude Classic     | 269   | -15   | Play-off gewonnen van John Cook                               |
| 1991 | Infiniti Tournament of Champions     | 272   | -16   |                                                               |
| 1992 | BellSouth Classic                    | 272   | -16   |                                                               |
| 1992 | US Open                              | 285   | -3    |                                                               |
| 1993 | Bob Hope Chrysler Classic            | 325   | -35   |                                                               |
| 1993 | Nissan Los Angeles Open              | 278   | -6    |                                                               |

Elders
- 1974: Air New Zealand Open
- 1981: JCPenney Mixed Team Classic (met Beth Daniel)
- 1987: Kirin Cup (individual)
- 1989: Alfred Dunhill Cup (team)
- 1992: Fred Meyer Challenge (met Billy Andrade), Franklin Funds Shark Shootout (met Davis Love III)
- 1996: Franklin Templeton Shark Shootout (met Jay Haas)

Champions Tour
| Jaar | Toernooi                       | Score | Score | Info                                             |
| ---- | ------------------------------ | ----- | ----- | ------------------------------------------------ |
| 2000 | The Countrywide Tradition      | 280   | -8    | Play-off gewonnen van Larry Nelson en Tom Watson |
| 2000 | SBC Senior Open                | 207   | -9    |                                                  |
| 2001 | Gold Rush Classic              | 194   | -22   |                                                  |
| 2002 | MasterCard Championship        | 199   | -17   |                                                  |
| 2002 | SBC Senior Classic             | 212   | -4    | Play-off gewonnen van Tom Watson                 |
| 2002 | Napa Valley Championship       | 204   | -12   |                                                  |
| 2004 | 3M Championship                | 203   | -13   |                                                  |
| 2006 | AT&T Classic                   | 204   | -12   |                                                  |
| 2006 | Boeing Greater Seattle Classic | 201   | -15   | Play-off gewonnen van Keith Fergus               |
| 2008 | Boeing Classic                 | 202   | -14   |                                                  |

### Teams
- Ryder Cup: 1979 (winnaars), 1981 (winnaars), 1983 (winnaars), 1985, 1987, 1989 (tie), 1993 (winnaars), 1997 (captain)

### Bijzonderheden
- 1973: Golf Digest Rookie of the Year
- 1979: Bob Jones Award
- 1980: Vardon Trophy
- 1981: Golf Writers Association Player of the Year, Vardon Trophy
- 1989: PGA of America Player of the Year

Tom Kite was de eerste speler die op de Tour $6.000.000, $7.000.000, $ 8.000.000 en $9.000.000 verdiende. Hij was de top-verdiener op de Tour in 1981 en 1989.
In 2004 werd Kite opgenomen in de World Golf Hall of Fame

## Baanarchitect
Kite heeft ook enkele golfbanen ontworpen semen met Bob Cupp, Randy Russell en Roy Bechtol, onder meer:
- Liberty National in Jersey City, New Jersey
- Comanche Trace in Kerrville, Texas
- Somersett Country Club in Reno, Nevada
- Gaillardia Golf & Country Club in Oklahoma City, Oklahoma
- Legends on LBJ in Kingsland, Texas.